# Ravi Cabot-Conyers
Ravi Cabot-Conyers (Estados Unidos, 10 de febrero de 2011) es un actor estadounidense. Es conocido por haber protagonizado la serie Star Wars: Skeleton Crew (2024) de Lucasfilm Ltd. También apareció en la película Grassland junto a Mía Maestro, Quincy Isaiah y Jeff Kober.

## Biografía
Cabot-Conyers creció en un hogar artístico. Su madre es la actriz y profesora de actuación Christina Cabot, conocida por interpretar a la alcaldesa Kathleen Sparr en The Incredible Hulk, del director Louis Leterrier, y su abuelo es el músico de jazz Joe Cabot.

## Carrera
Además de Star Wars: Skeleton Crew, el trabajo televisivo de Cabot-Conyers incluye haber intepretado al hijo en pantalla de Rashida Jones y Kenya Barris en la serie de comedia de Netflix #blackAF. Otras actuaciones notables de Cabot-Conyers en la pantalla chica incluyen un papel como estrella invitada en The Resident de Fox, como Jasper Barnett, y un papel recurrente como Leo en Tell Me a Story, de CBS All Access.
Además de Grassland, también actuó junto a Glynn Turrman en Justine de Stephanie Turner, que fue adquirida por ARRAY de Ava DuVernay y se emitió en Netflix, e interpretó al nieto del aclamado actor Bruce Dern en The Artist's Wife de Tom Dolby.
El currículum animado de Cabot-Conyers incluye la voz del personaje Antonio Madrigal en la película multipremiada de Walt Disney Animation Studios de 2021, Encanto. Repitió este papel dos años después en el cortometraje nominado al Oscar Once Upon a Studio de Walt Disney Animation Studios, y se lo puede escuchar prestando su voz a personajes en varios programas de televisión, entre ellos Dee & Friends in Oz, Firebuds, y Get Rolling with Otis.

## Filmografía

### Películas
| Año  | Título             | Papel                  | Ref.   |
| ---- | ------------------ | ---------------------- | ------ |
| 2019 | Justine            | Drew                   |        |
| 2019 | Ode to Joy         | Deangelo               |        |
| 2019 | The Artist's Wife  | Gogo                   | [ 10 ] |
| 2021 | Encanto            | Antonio Madrigal (voz) | [ 11 ] |
| 2023 | Once Upon a Studio | Antonio Madrigal (voz) |        |
| 2024 | Grassland          | Leo                    | [ 6 ]  |

### Televisión
| Año           | Título                     | Papel                   | Notas                      | Ref.  |
| ------------- | -------------------------- | ----------------------- | -------------------------- | ----- |
| 2017          | HGTV: House Hunters Family | Andrew                  | Cortometraje de televisión |       |
| 2018          | The Resident               | Jasper Barnett          | 1 episodio                 |       |
| 2018          | Tell Me a Story            | Leo                     | 2 episodios                |       |
| 2020          | #BlackAF                   | Kam                     | Papel recurrente           | [ 8 ] |
| 2022          | Get Rolling with Otis      | Squiggy (voz)           | 1 episodio                 |       |
| 2023          | Firebuds                   | McCarly Carkin (voz)    | 1 episodio                 |       |
| 2024          | Dee & Friends in Oz        | Lil Larry, Baby Woo-hoo | 1 episodio                 |       |
| 2024-presente | Star Wars: Skeleton Crew   | Wim                     | Papel principal            | [ 2 ] |